# 王祥入
王祥入（1986年4月10日—），山东省吕剧院青年演员，在多部戏中担任主要角色。在上海世博大型戏曲服饰展《大羽华裳》中扮演多个造型，尤其她在第二场《云裙水袖》中持伞缓步踱出的仕女造型深得观众喜爱。2006年与韓國人气女星的主演張瑞希、台湾著名演员陈莎莉、郑元畅等知名演员共同出演电视连续剧《庚子风云》。

## 演藝經歷
2002年-2011年 山东省吕剧院优秀青年演员。主攻青衣、花旦。（吕剧是中国地方戏之一，山东省省粹，被列入中国国家级非物质文化遗产列表717[Ⅳ-116]。山东省吕剧院代表了吕剧的最高艺术机构。）
2005年曾被北京电影学院，中国传媒大学两所大学专业录取，其后王祥入选择继续发展吕剧艺术。
在山东省吕剧院期间，王祥入参加多部戏剧排演，在多部戏中担任主要角色，其靓丽、清新的扮相、甜美的唱腔和柔美的身段成为剧院优秀演员。从2006年至2010年参与大型戏曲服饰展《大羽华裳》，在演出中担任主要角色，一人分饰7种造型人物。《大羽华裳》在各地多处的巨型海报宣传照都是王祥入在第二场《云裙水袖》中持伞的照片。曾赴全国各地省市、香港演出，参加央视节目，仅《大羽华裳》就在北京保利剧院、山东剧院、上海世博等多处演出上百场。

## 演出作品

### 吕剧主要参演剧目
- 在吕剧优秀传统剧《借年》中饰演主角爱姐；
- 《借亲》中饰演主要角色马金莲；
- 《姊妹易嫁》中饰演主要角色张素花；
- 大型古装剧《桃李梅》中饰演女一号袁玉梅；
- 荣获国家舞台艺术精品工程精品剧目的现代剧《补天》中饰演小蓬莱；
- 古装剧《行路》中饰演主角焦桂英；
- 优秀传统《拾玉镯》中饰演主角孙玉娇；
- 传统古装武戏《扈家庄》饰演主角扈三娘；
- 经典传统剧《天女散花》饰演主角天女；
- 在优秀古装戏《霸王别姬》中饰演主角虞姬；
- 古装传统戏《王小赶脚》中饰演主角二姑娘；
- 传统古装戏《玩会跳船》中饰演主角白月娟；
- 传统剧目《春草闯堂》中饰演主角春草；
- 传统吕剧《借年之后》中饰演主角爱姐；
- 在荣获中国艺术节“表演奖”、文化优秀剧目奖的《大唐黜官记》、《八仙过海》等多部剧中也都有参与演出；

### 電視劇
- 2006年 中國電視劇《庚子風雲》飾 蕊儿

### 廣告代言
- 2003年：Shenzhen M.B. Expo Design
- 2007年：Eech食品
- 2009年：Lano化妝品代言
- 2009年：古装国粹摄影代言

### 其他
- 2002年：吕剧CD封面
- 2008年：品味济南封面

### 獲獎
- 2003年：中国戏曲红梅奖
- 2004年：山东省吕剧中青年演员比赛表演奖
- 2007年：第三届中国戏曲红梅奖山东赛区三等奖